# Serezaner

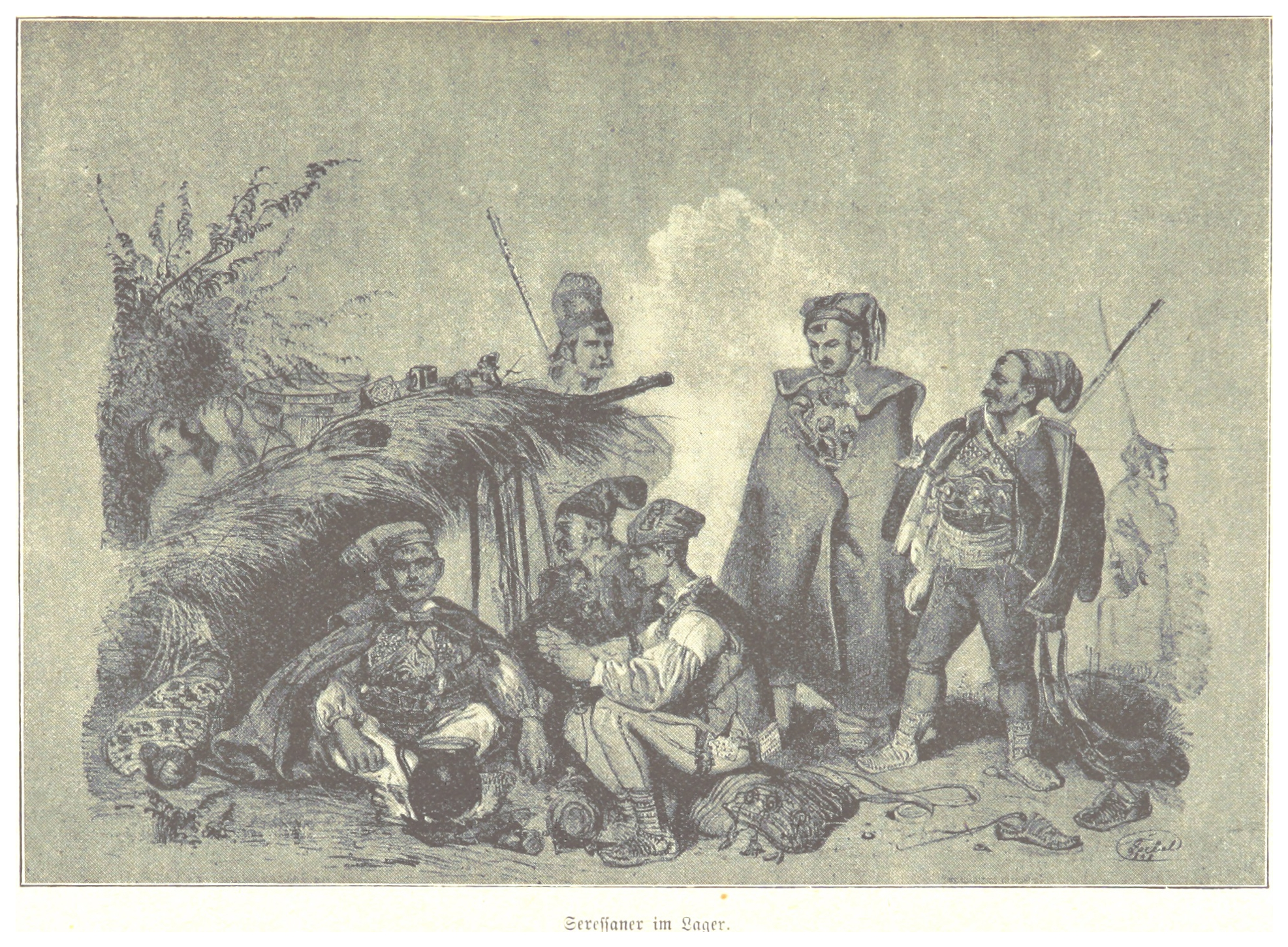
Seressaner-Lager auf einem Gemälde von Maximilian Bach (1898).

Die Serezaner (auch Seressaner, von Rotmäntel) waren die seit 1700 den früheren österreichischen Grenzregimentern an der Militärgrenze zugehörigen berittenen Mannschaften, die Aufklärungs- und Patrouillendienste durchführten. 
Sie waren mit langer Flinte, Pistolen und Handschar bewaffnet und mit blauem Dolman, rotem Mantel und roter Kappe bekleidet. Durch ihre Tapferkeit und Grausamkeit gefürchtet, verloren sie seit dem Siebenjährigen Krieg immer mehr an Bedeutung. Ab 1871 versah das Serezanerkorps den Gendarmeriedienst an der früheren Militärgrenze und war dem Generalkommando in Agram unterstellt. 1881 gingen sie in der k.u. Gendarmerie auf.
Gegen Ende waren ihre Dienstgrade wie folgt:
- Seressaner Ober-Bassa (rangleich mit Feldwebel)
- Seressaner Unter-Bassa (Korporal)
- Seressaner vize Bassa (Gefreiter)
- Seressaner (Gemeiner)[1]